# Ботанический сад Лич
Ботанический сад Лич (англ. Leach Botanical Garden) — ботанический сад, расположенный в юго-восточной части Портленда (Орегон) около 122-й улицы и Фостер-Роад. С 1972 года относится к Бюро парков Портленда.

## История
Сад был основан в 1931 году как ландшафтный парк при доме американского ботаника Лайллы Лич (1886 — 1980) и её мужа фармацевта Джона Лич, который впоследствии был передан городу. Сад первоначально назывался Слипи-Холлоу («Сонная лощина»). Семья Лич окончили строительство своего коттеджа в 1936 году и проживали перед окончанием строительства в каменном коттедже у Джонсон-Крик.
В 2018—2021 годах были произведены работы по расширению сада на 2 га, что увеличило площадь сада до 6,5 га. 

## Описание
В коллекцию сада входит более 2 тыс. гибридов, сортов, местных и завезённых растений, включая альпийские и лекарственные растения, камелии, 40 родов и более 125 видов папоротников. Территория сада расположена на склоне долины реки Джонсон-Крик, которая делит сад на две части.

## Галерея

Ботанический сад Лич
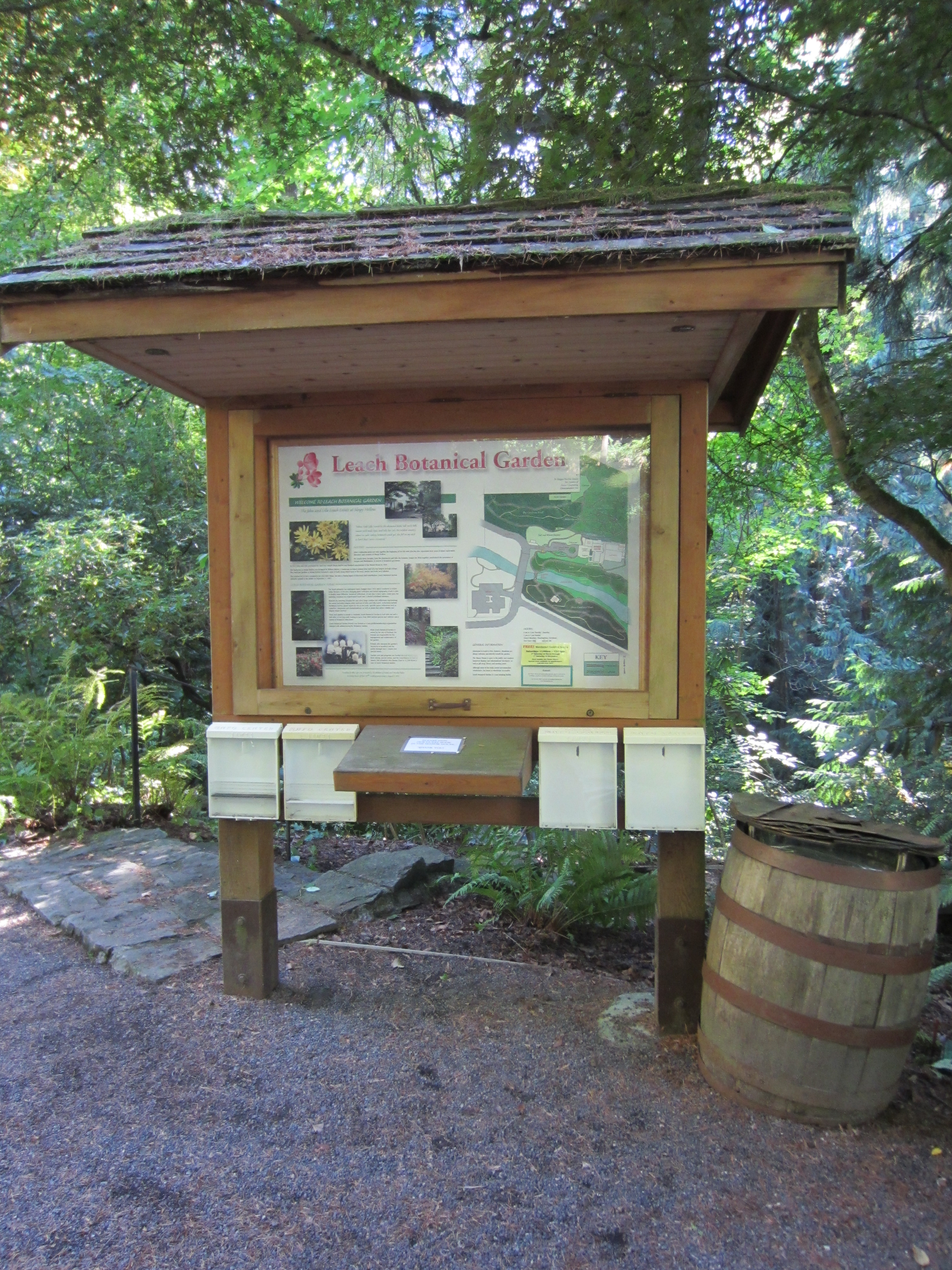
Ботанический сад
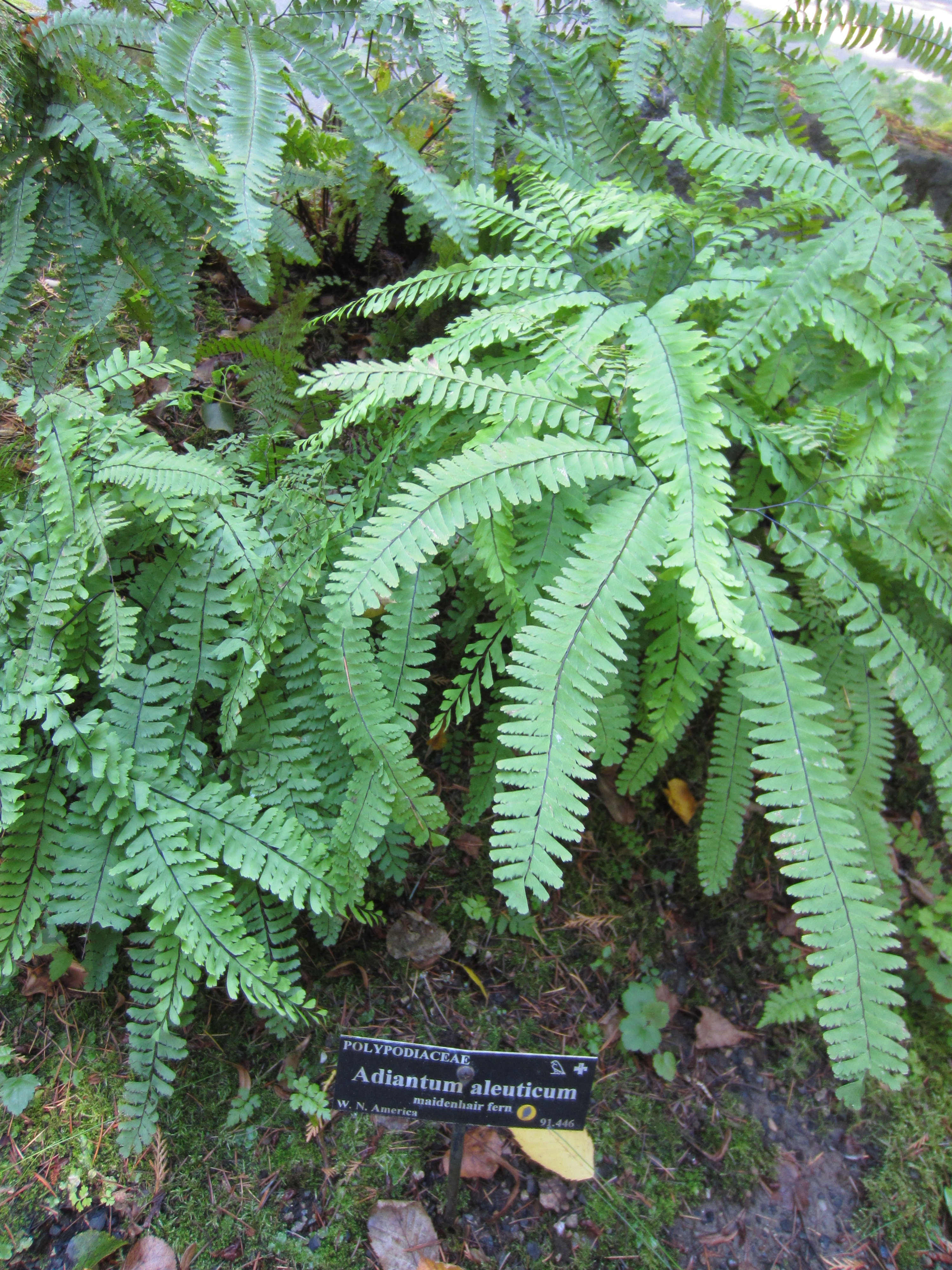
Папоротники
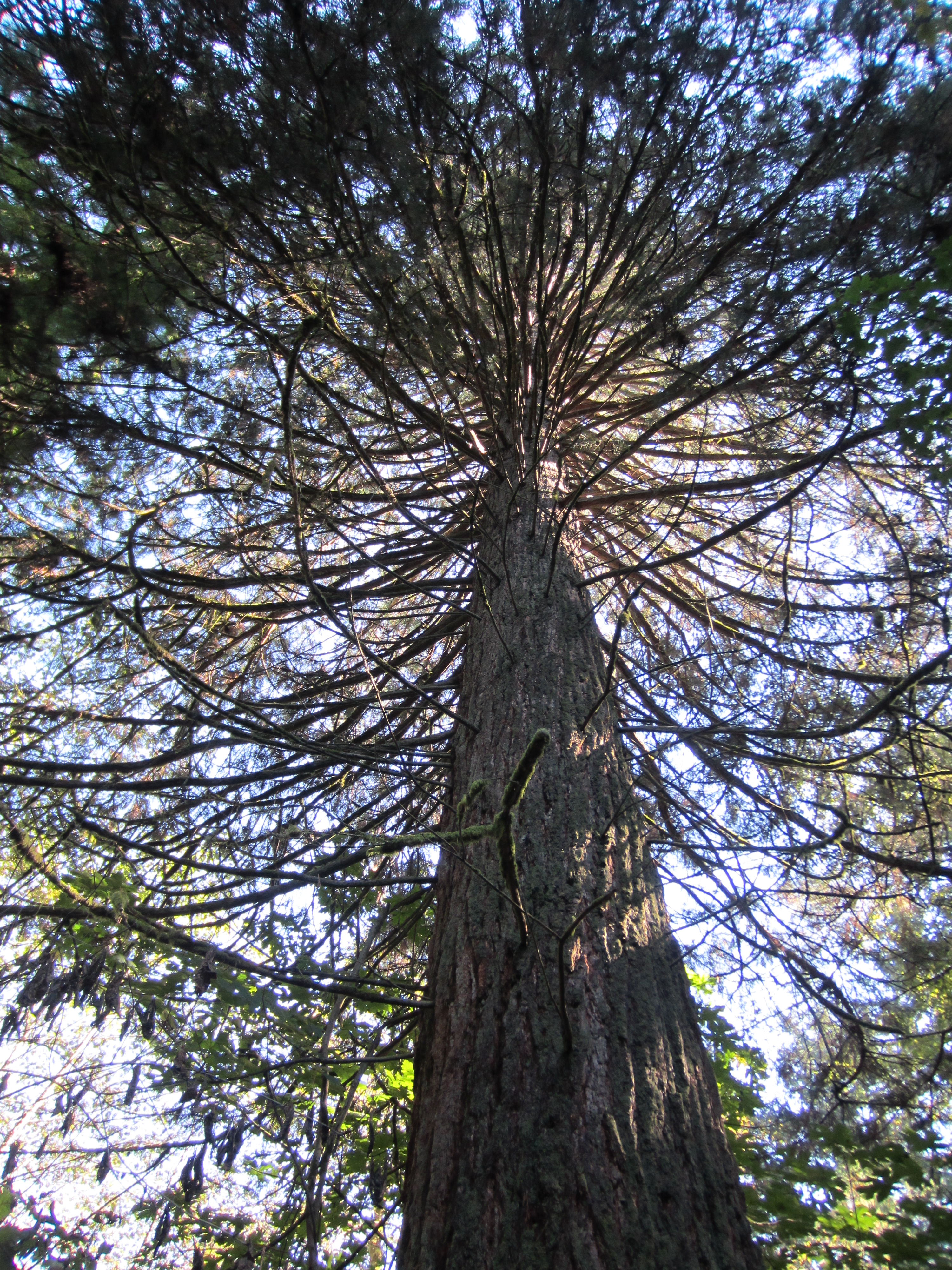
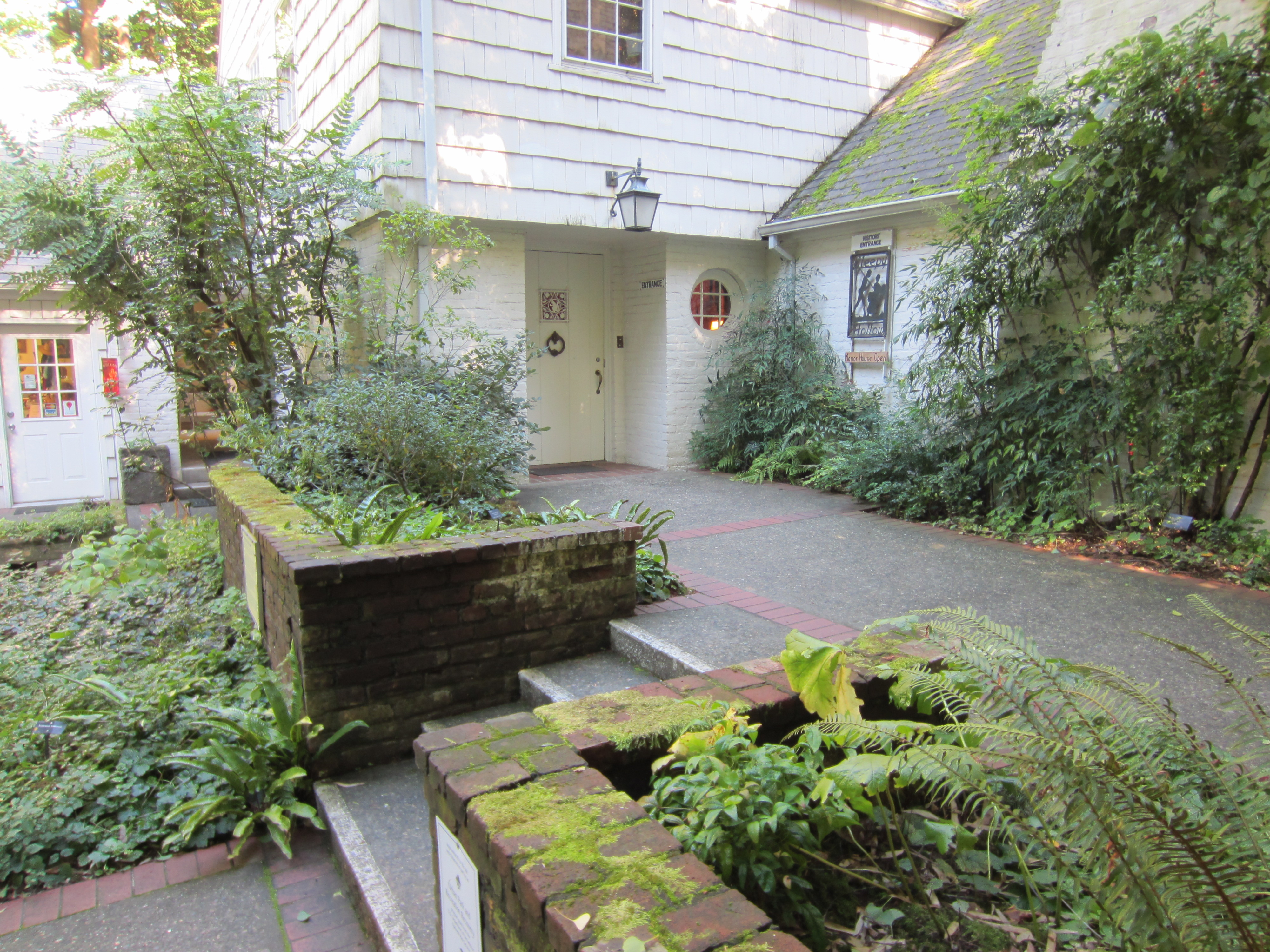
Коттедж Лич